# صومعه سنت جان
صومعه سنت جان (آلمانی: Benediktinerinnenkloster St. Johann ; رومانش: Claustra benedictina da Son Jon) یک صومعه باستانی بندیکتی در شهر ماستر واقع در کشور سوئیس است. این صومعه در کانتون گراوبوندن قرار دارد. اهمیت فرهنگ فراوانی که این محل از نظر حفظ هنر دوران کارولنژی داشته، موجب شده از سال ۱۹۸۳ در فهرست میراث جهانی یونسکو قرار گیرد.

## نگارخانه

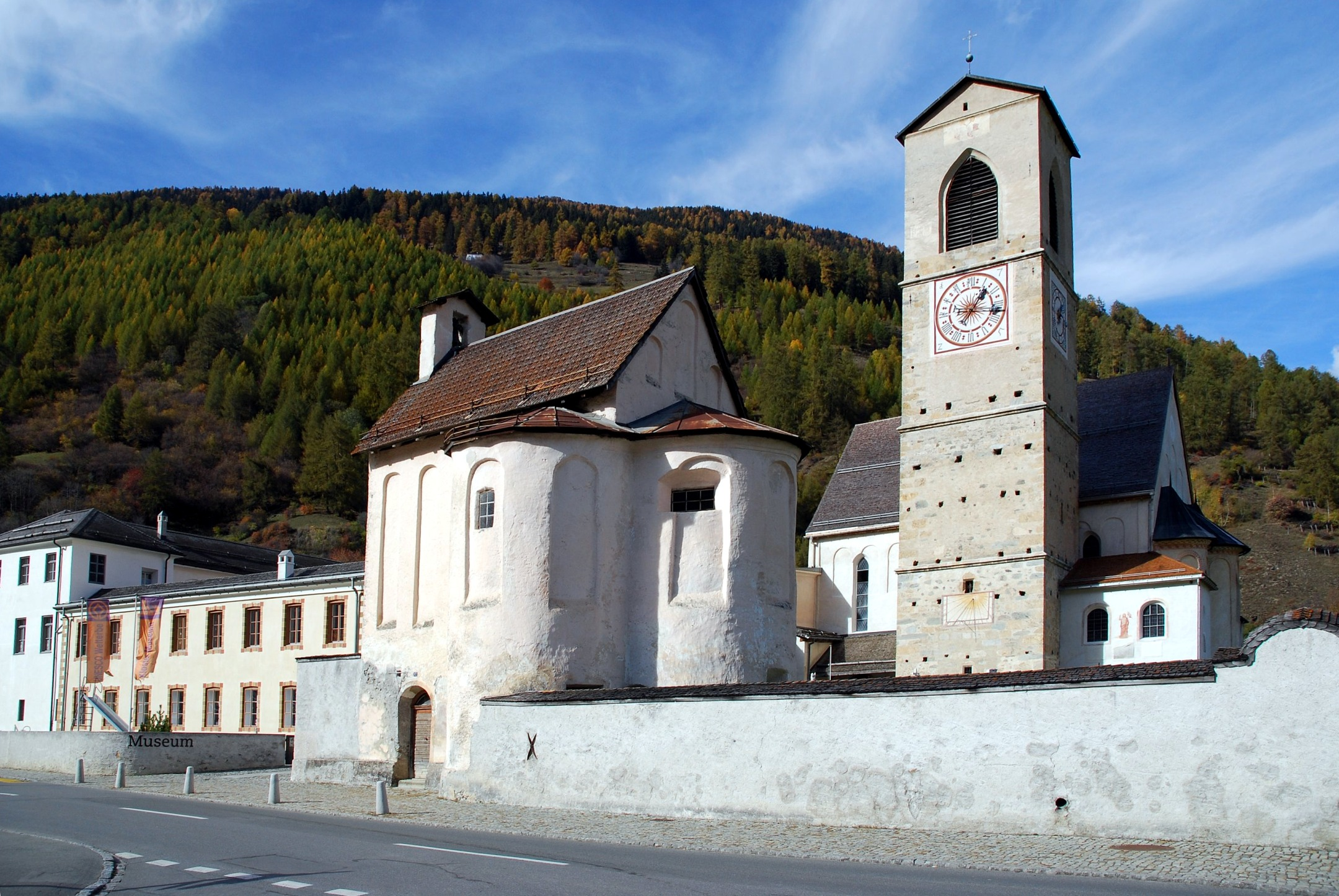
ابی بندیکتین سنت جان
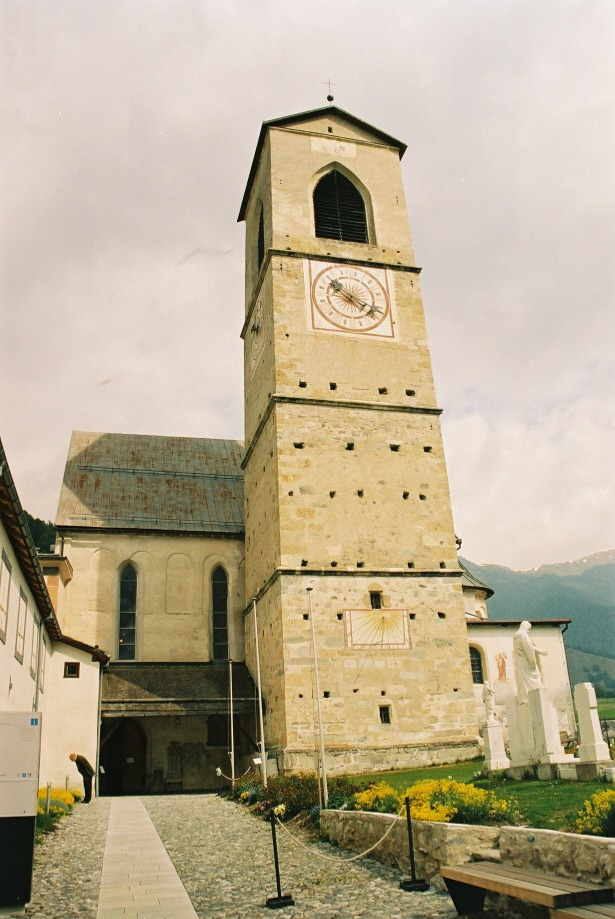
دیر سنت جان (۲)
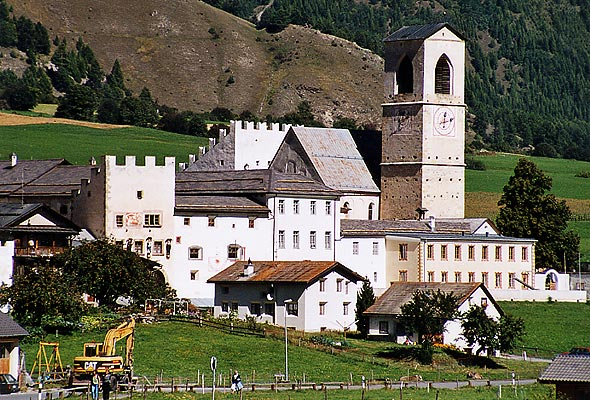
صومعه سنت جان
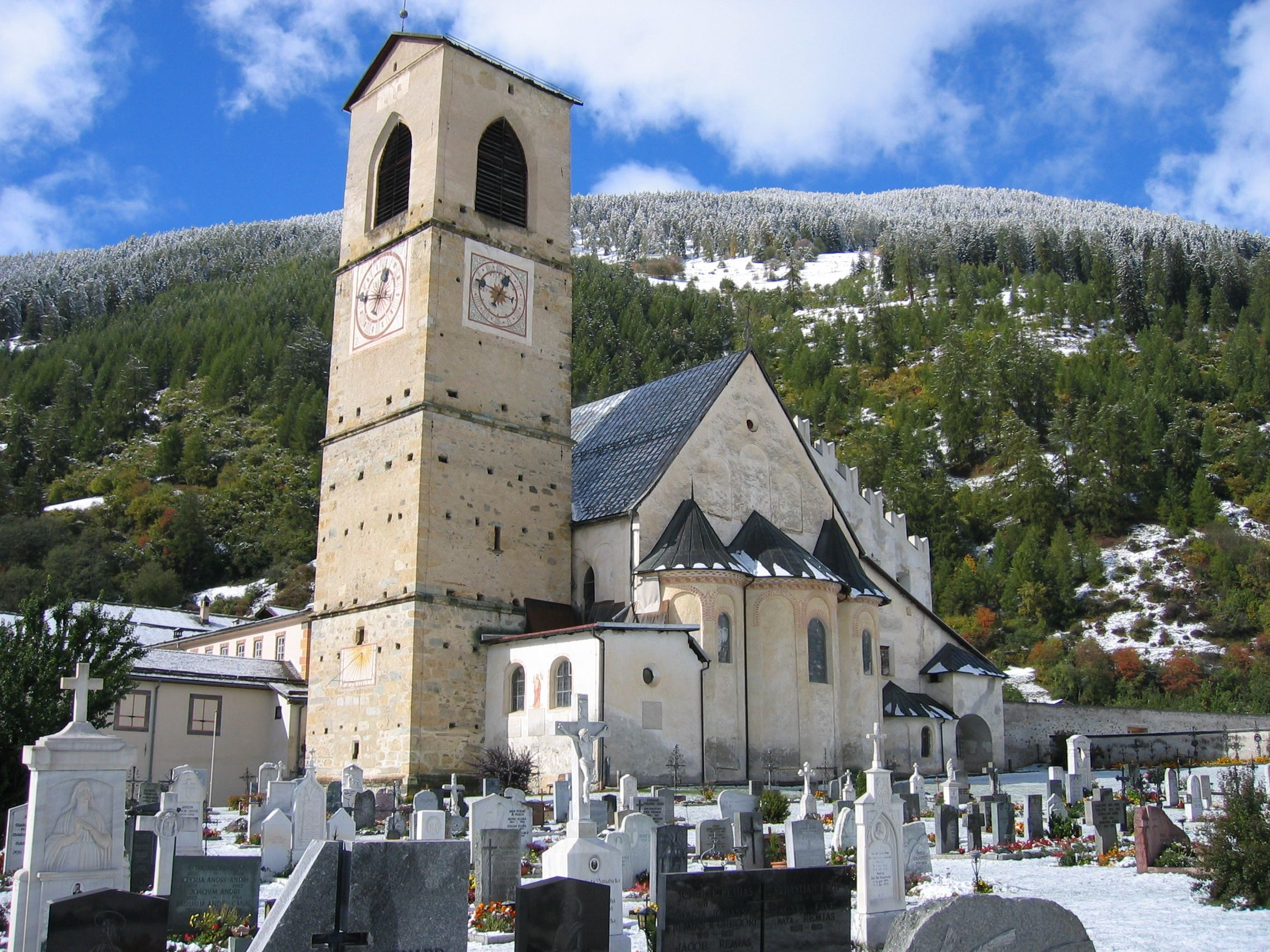
دیر سنت جان (۲)
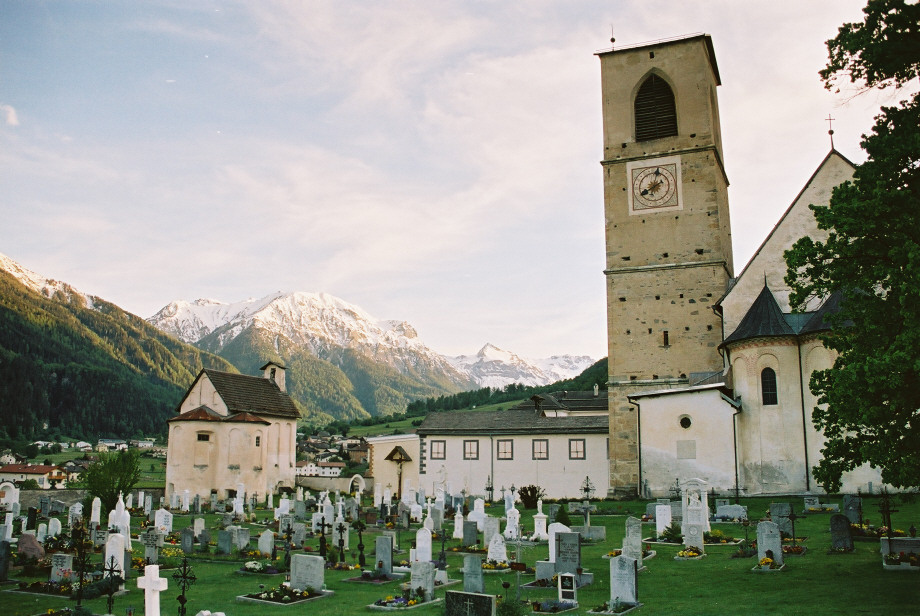
کلیسای دیر
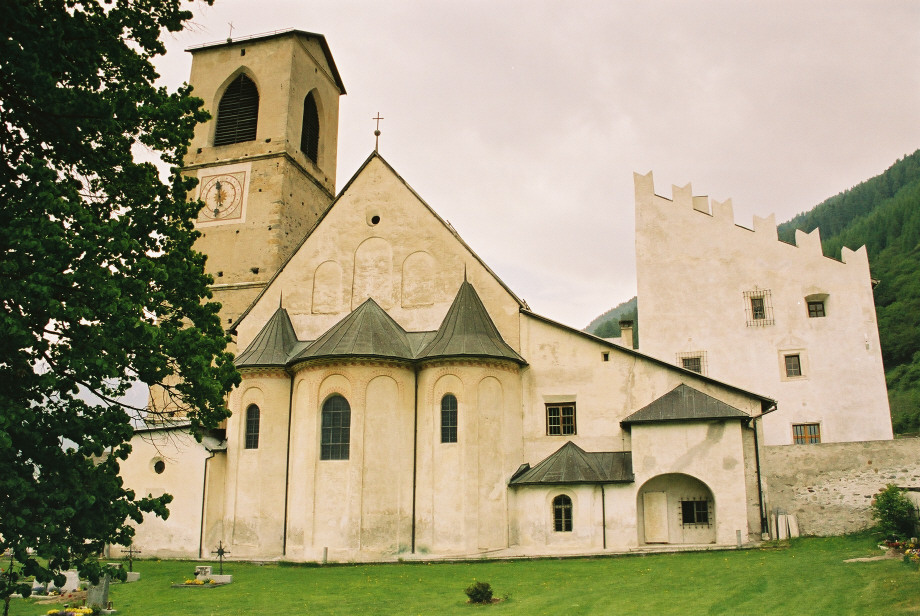
کلیسای دیر با خانه برج (سمت راست)
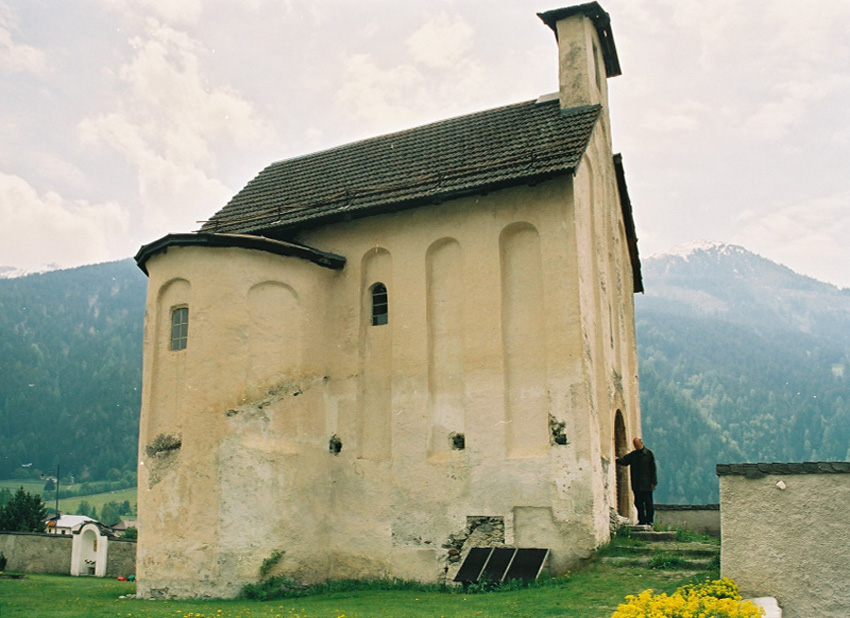
نمازخانه صلیب
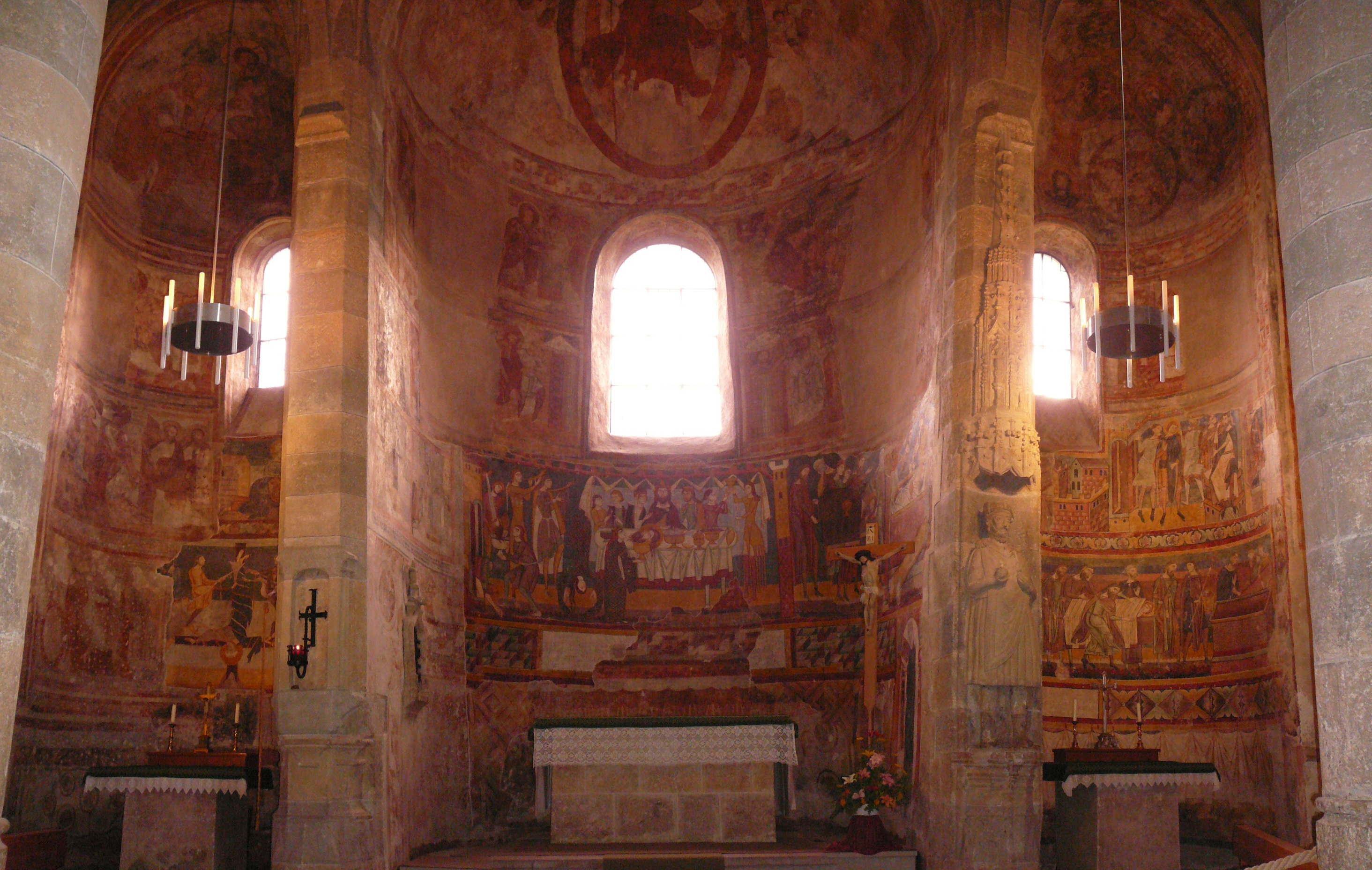
کلیسای سه شبستان
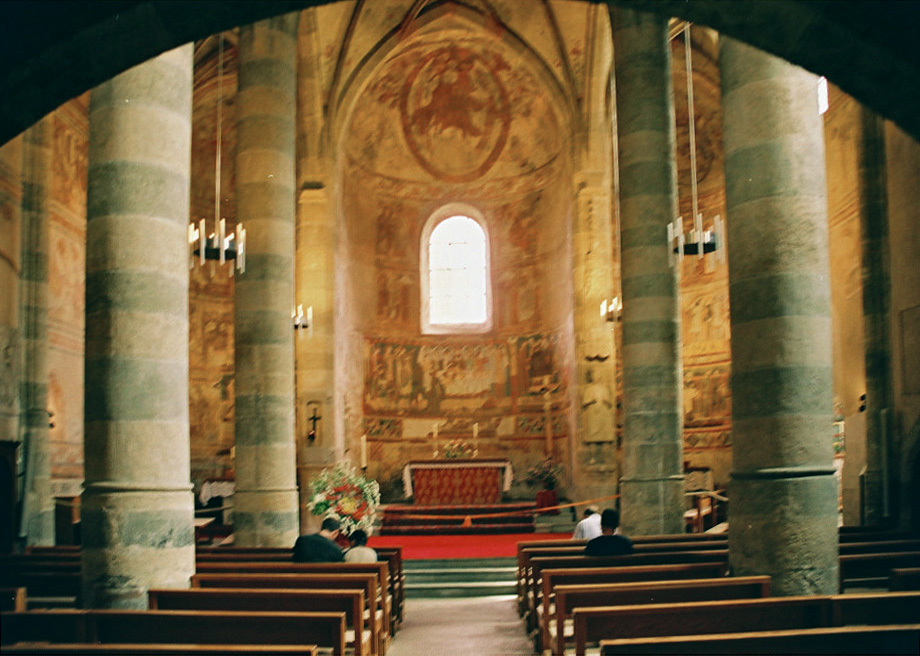
نمایی از اپید مرکزی
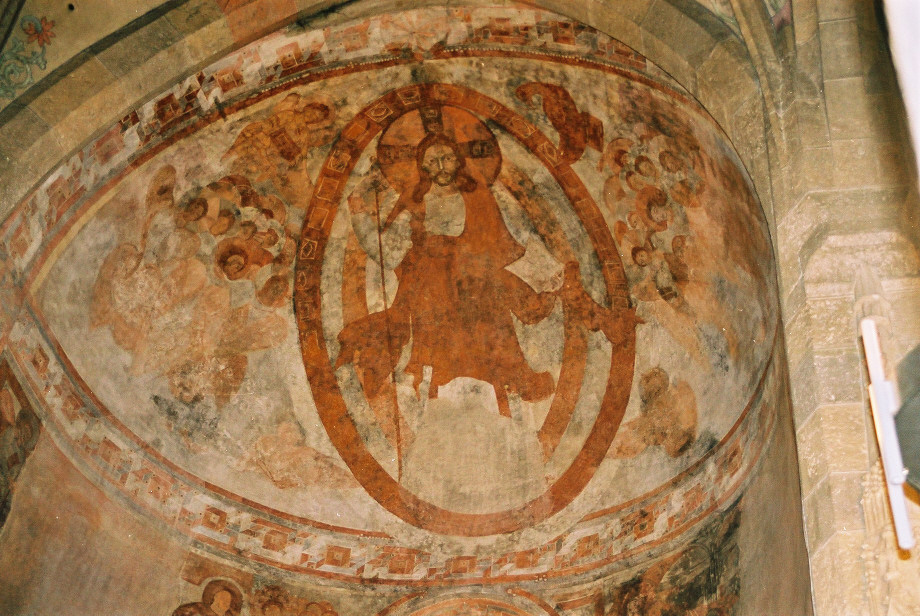
مسیح به عنوان پانتوکراتور
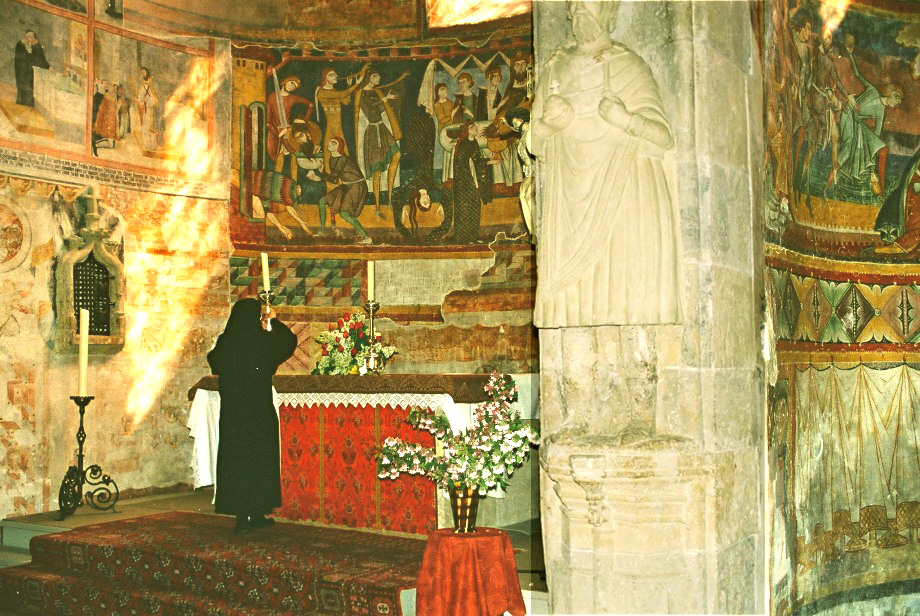
قسمت مرکزی با شام هرود آنتیپاس و مجسمه شارلمانی
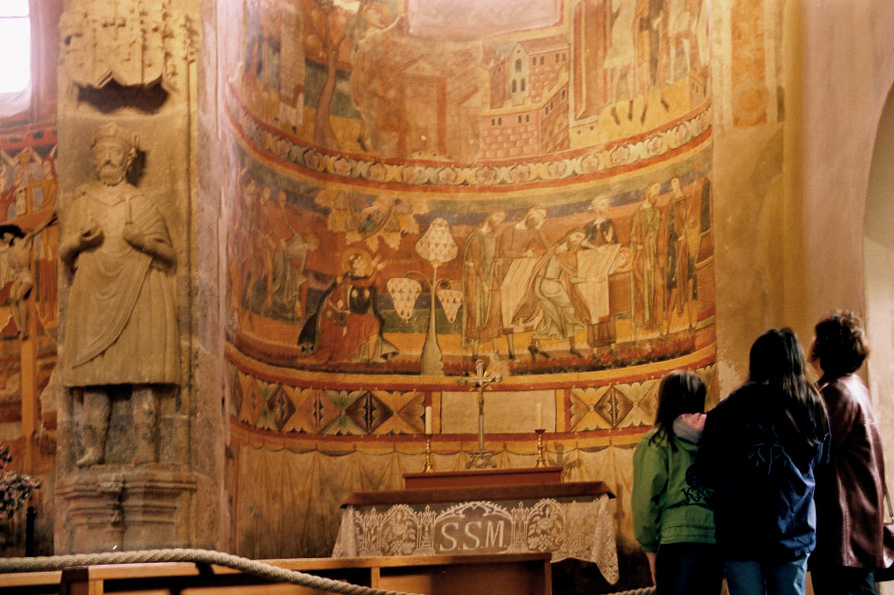
اپید جنوبی
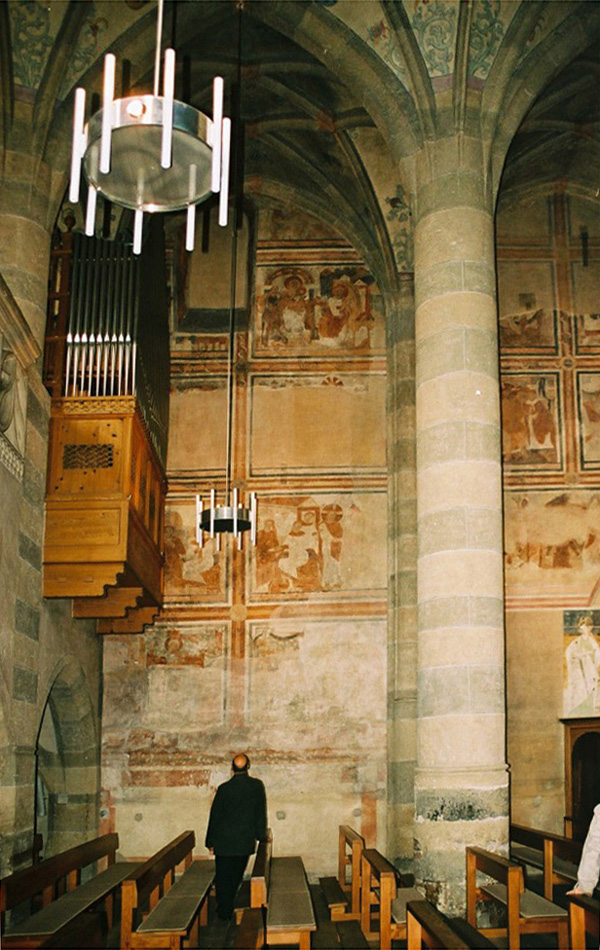
نقاشی‌های دیواری کارولینگی روی دیوار شمالی
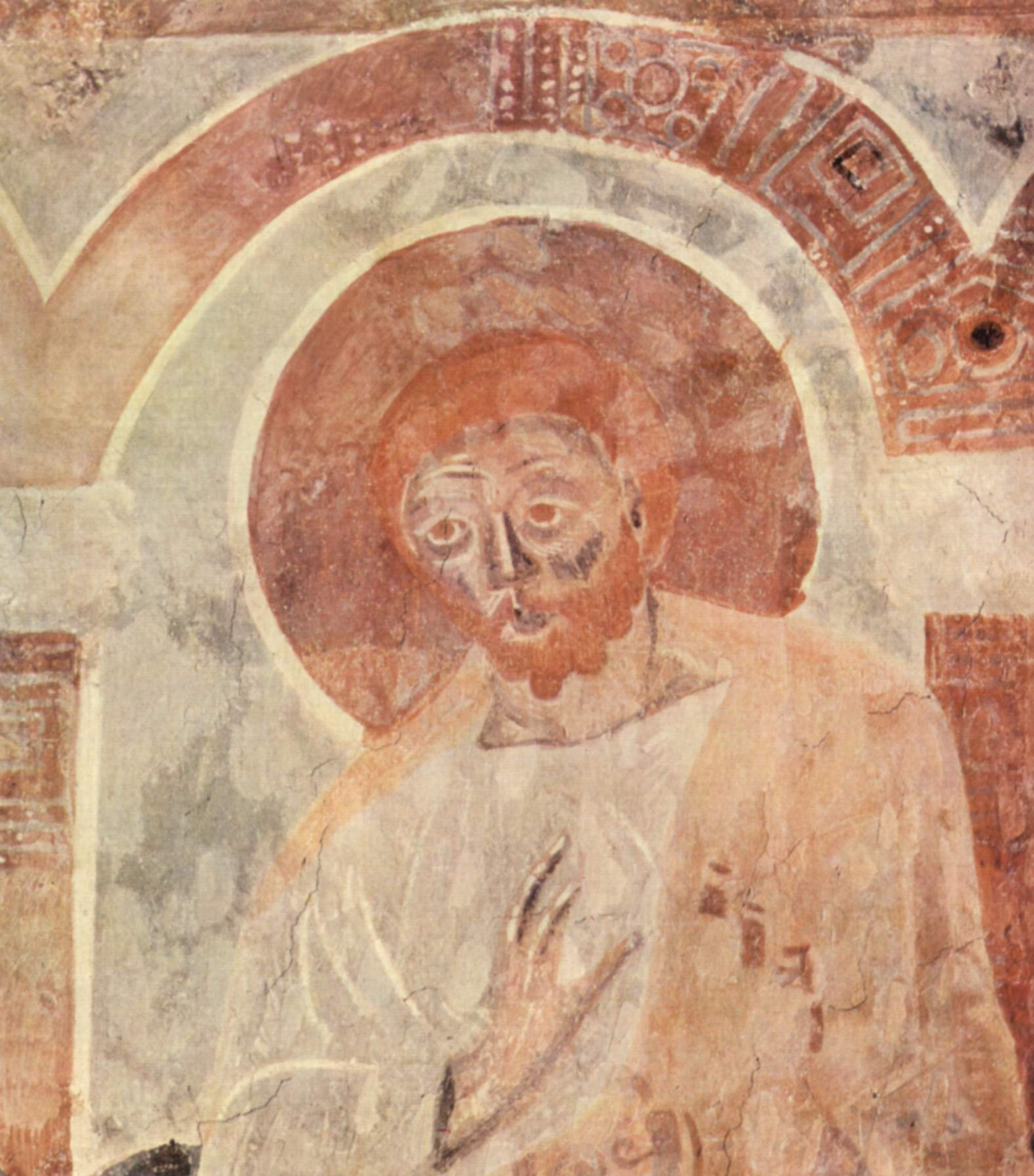
نقاشی دیواری کارولینگ: شکل حواری، جزئیات
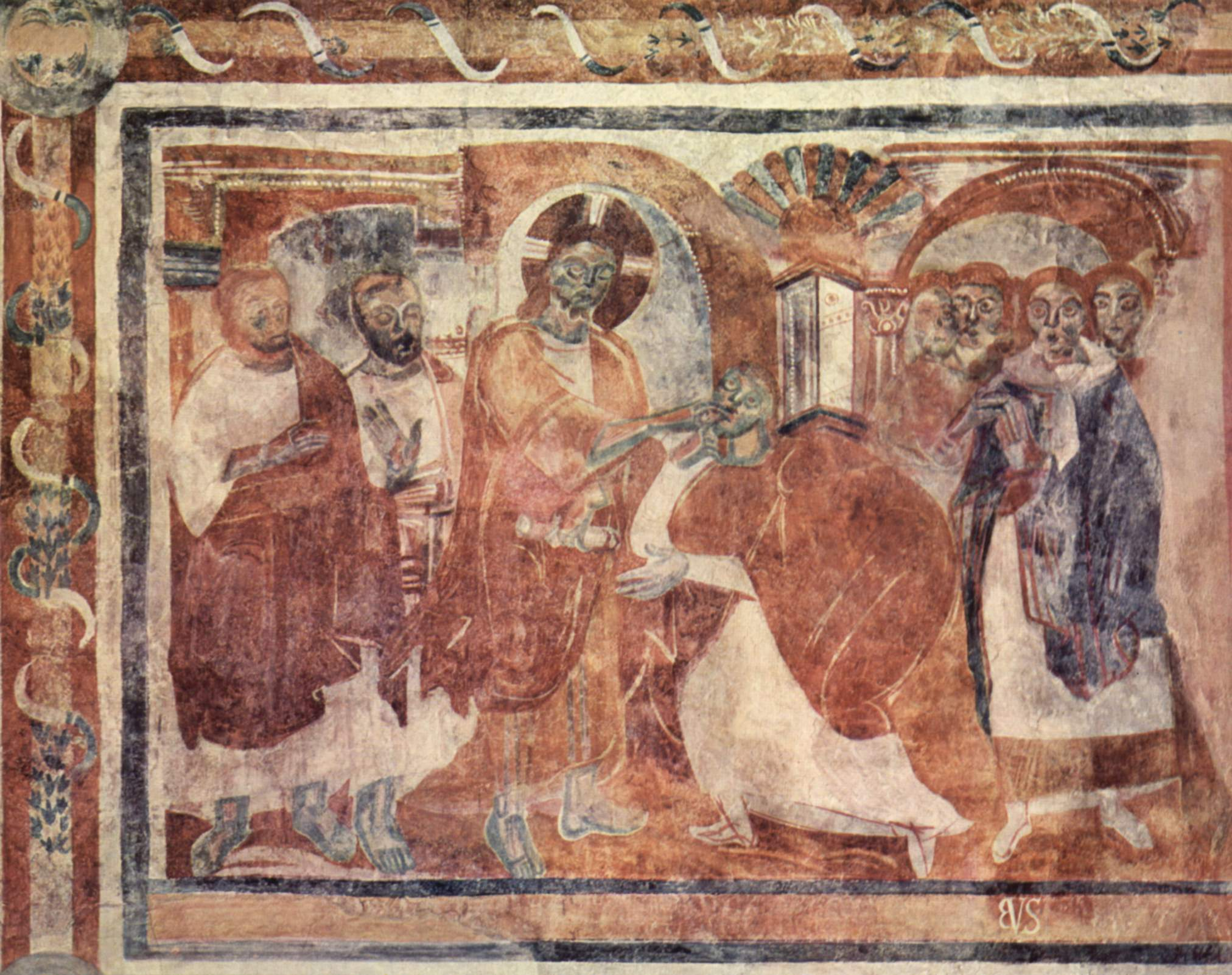
نقاشی دیواری کارولینگی که مسیح را در حال شفای یک ناشنوا نشان می‌دهد
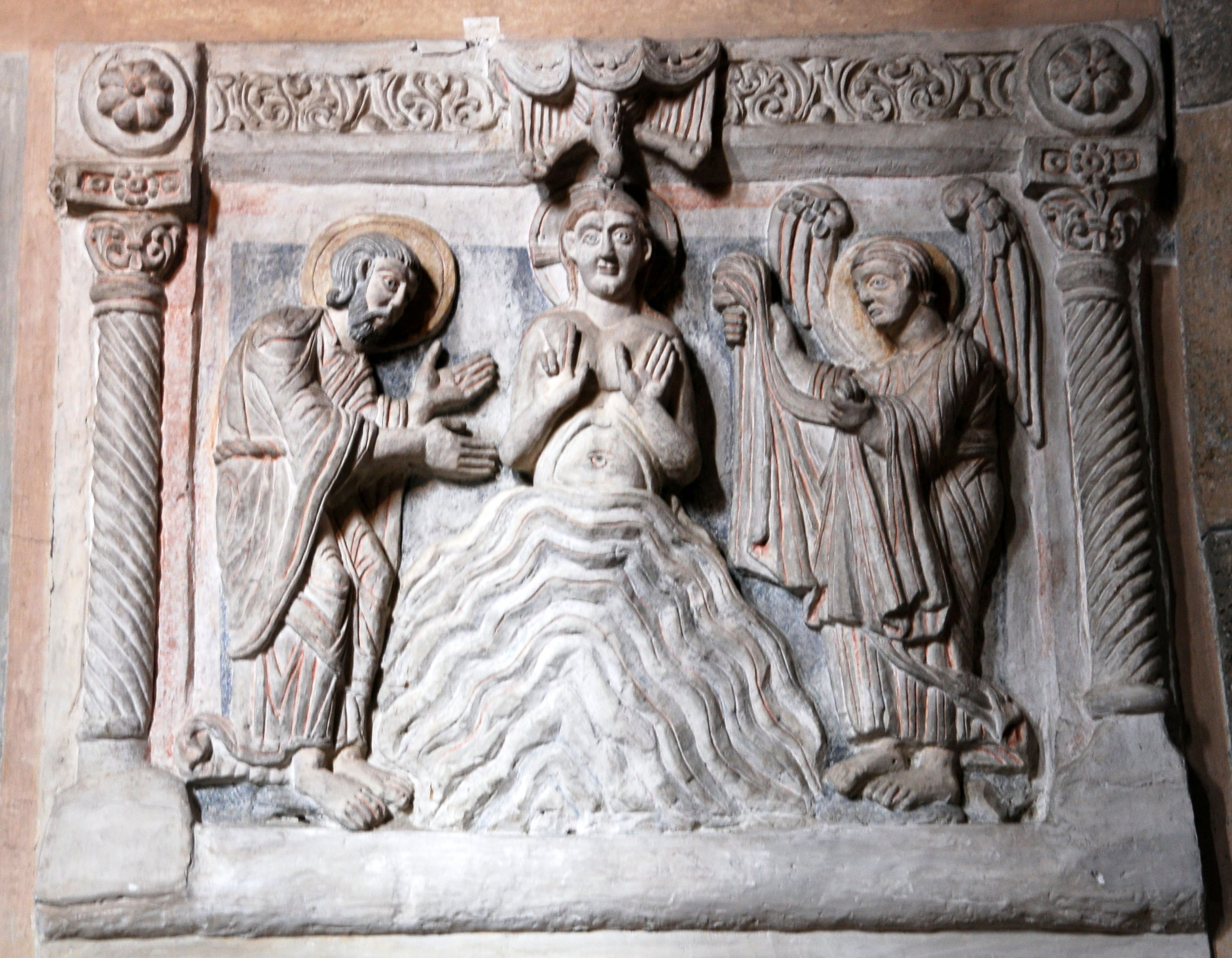
نقش برجسته گچبری در دیوار شمالی کلیسای دیر